# Palazzo del Governatorato

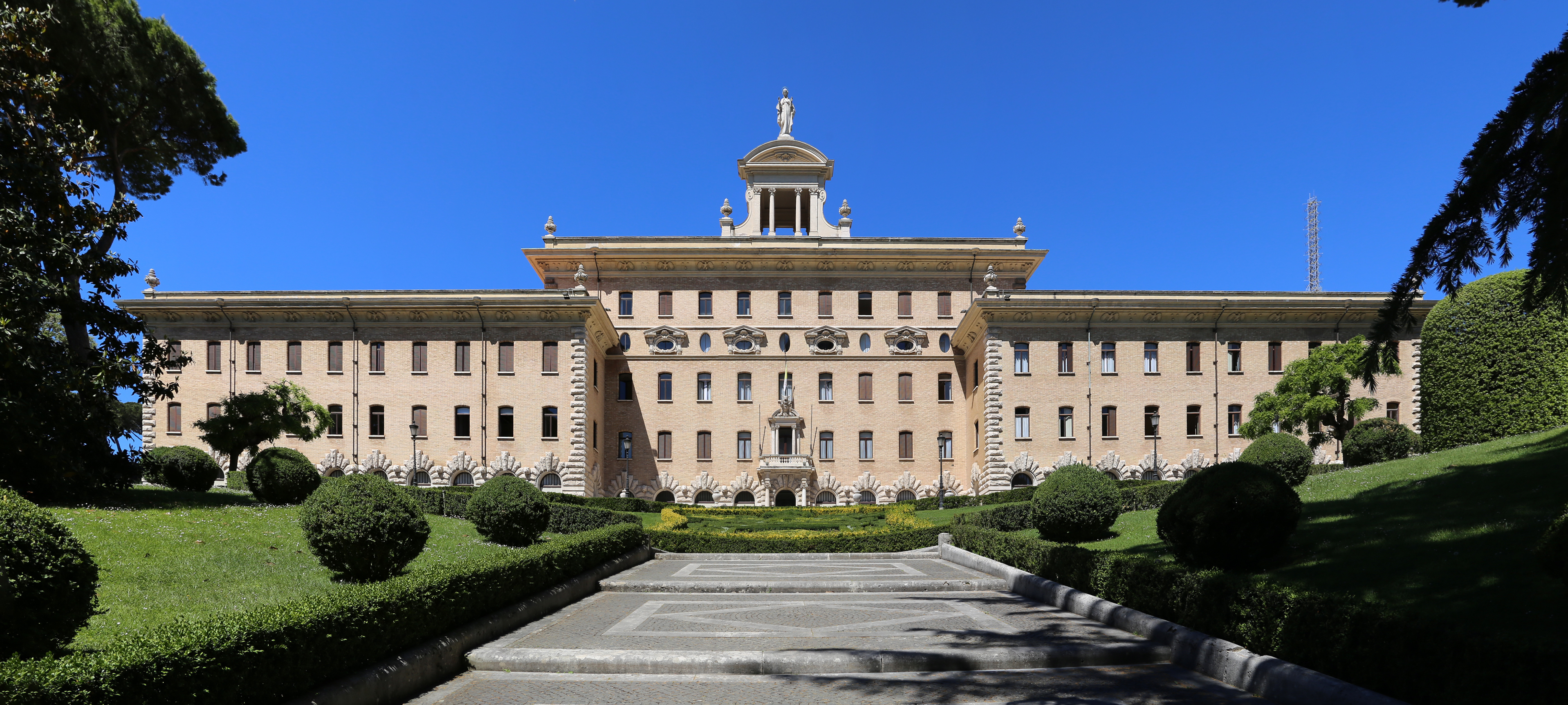
Vista do palácio a partir da cúpula da Basílica de São Pedro. O brasão em frente é o brasão do Papa Francisco.

Palazzo del Governatorato é um palácio localizado no interior do jardins da Cidade do Vaticano, e que abriga a sede da Pontifícia Comissão para o Estado da Cidade do Vaticano, o escritório do governador da cidade-estado e também a sede do Correio Vaticano. O governador, que é o presidente da comissão, tem amplos poderes legislativos, delegados pelo papa, no âmbito da cidade.
O Palazzo del Governatorato é formado por três estruturas distintas e foi construído em estilo eclético entre 1927 e 1931 pelo engenheiro piemontês Giuseppe Momo, encarregado das obras de engenharia no Vaticano após o Tratado de Latrão. Anexa ao palácio está a igreja de Santa Maria Regina della Famiglia, antiga Santa Marta, também projetada por Momo. Uma série de edifícios que ficavam localizados atrás da igreja de Santo Stefano degli Abissini foram demolidos para permitir a construção do edifício, que foi projetado originalmente para ser um seminário e acabou sendo transformado para abrigar os escritórios do novo estado. O jardim em frente é decorado com um desenho de flores do brasão do papa reinante.